# Sulu-szigeteki szarvascsőrű
A Sulu-szigeteki szarvascsőrű (Anthracoceros montani) a madarak osztályába, a szarvascsőrűmadár-alakúak (Bucerotiformes) rendjébe és a szarvascsőrűmadár-félék (Bucerotidae) családjába tartozó faj.

## Rendszerezése
A fajt Emile Oustalet francia zoológus írta le 1880-ban, a Buceros nembe Buceros Montani néven.

## Előfordulása
A Fülöp-szigetekhez tartozó Sulu-szigetek területén honos. Természetes élőhelyei a szubtrópusi és trópusi síkvidéki és hegyi esőerdők. Állandó, nem vonuló faj.

## Megjelenése
Testhossza 50 centiméter. Sisakja, csőre és tollazata fekete, farka fehér.

## Természetvédelmi helyzete
Az elterjedési területe kicsi, egyedszáma 1-49 példány közötti és csökken. A Természetvédelmi Világszövetség Vörös listáján sebezhető fajként szerepel.